# اتو تسیگه
اتو تسیگه (انگلیسی: Otto Ziege; ۱۴ ژوئن ۱۹۲۶ – ۸ نوامبر ۲۰۱۴) دوچرخه‌سوار اهل آلمان بود.